# Fábio Jr.
 (octobre 2017).
Si vous disposez d'ouvrages ou d'articles de référence ou si vous connaissez des sites web de qualité traitant du thème abordé ici, merci de compléter l'article en donnant les références utiles à sa vérifiabilité et en les liant à la section « Notes et références ».
Fábio Jr., nom de scène de Fábio Correa Ayrosa Galvão, né le 21 novembre 1953, est un chanteur et acteur brésilien.
C'est l'ex-mari de Gloria Pires. En 1986, il a chanté avec Bonnie Tyler Sem Limites Pra Sonhar.

## Discographie
Albums studio
- 1975 : Fábio Jr.
- 1979 : Fábio Jr.
- 1982 : Fábio Jr.
- 1984 : Fábio Jr.
- 1985 : Fábio Jr. Quando Gira o Mundo
- 1986 : Sem Limites Pra Sonhar
- 1988 : Fábio Jr. Vida
- 1989 : Fábio Jr. Ao Vivo
- 1991 : Fábio Jr. Intuição
- 1992 : Fábio Jr.
- 1993 : Fábio Jr. Desejos
- 1994 : Fábio Jr.
- 1995 : Fábio Jr.
- 1996 : Fábio Jr. Obrigado
- 1997 : Só Você e Fábio Jr. Ao Vivo
- 1998 : Compromisso
- 1999 : Contador de Estrelas
- 2000 : De Alma e Coração
- 2002 : Fábio Jr. Acústico
- 2003 : Fábio Jr. Ao Vivo
- 2004 : O Amor é Mais
- 2006 : Minhas Canções
- 2008 : Fábio Jr. & Elas